# Слутња анђела (филм)
Слутња анђела је документарни филм Бранислава Принципа из 2017. године о успомени и сећању на Дејана Небригића, српског геј и мировног активисте, писца и позоришног критичара. Аутор филма Бранислав Принцип интервјуисао је десетак особа које су познавале Небригића и сарађивале са њим и од тог материјала начинио својеврсни омаж овом геј активисти. У њему су изнети мање познати детаљи о животу овог активисте. Небригићева песма „Три анђела”, послужила је аутору филма као инспирација за назив. Премијерно је приказан 27. јуна 2017. године у Центру за културну деконтаминацију.
Филм „Слутња анђела” део је пројекта „Сећање на првог ЛГБТ активисту у Србији”. Овај програм има за циљ стварање толеранције и разумевања према ЛГБТ популацији у српском друштву, финансира га Министарство спољних послова Kраљевине Норвешке, а спроводи Kанцеларија за људска и мањинска права Републике Србије.
На деветом Мерлинка фестивалу филм је добио награду „Ноиз мејкер”.